# Nocturnal Rites
Nocturnal Rites är ett svenskt power metal-band från Umeå med fantasy-drag och melodiösa låtar.
Bandet grundades av Fredrik Mannberg 1990 med namnet Necronomic och fyra medlemmar, bland annat Tommy Eriksson på trummor och Nils Eriksson på bas. Bandet bytte snart namn till Nocturnal Rites av Fredrik Mannerberg och Tommy Eriksson.
År 1991 slutade trummisen Tommy Eriksson ersattes av Ulf Andersson. Då adderades också en andra gitarr och femte medlem, Mikael Söderström. År 1993 fick bandet en sångare, Anders Zackrisson, dittills hade Fredrik Mannberg sjungit.
Bandets första skiva gavs ut på genom bolagan Dark Age Music och Megarock Records år 1995, ungefär samtidigt hoppade Mikael Söderström av och ersattes av Nils Norberg.
År 1999 ersattes sångaren Anders Zackrisson av nuvarande sångaren Jonny Lindqvist och Owe Lingvall blev ny trummis. Med dessa byten antog bandet en aningen tyngre musikalisk stil, med tyngre riff och hårdare sång. Sedan dess har bandet turnerat med tyska Edguy och Iron Savior.
År 2008 slutade gitarristen Nils Norberg och han ersattes av Chris Rörland.

## Medlemmar
Nuvarande medlemmar
- Nils Eriksson – basgitarr (1990– )
- Fredrik Mannberg – gitarr (1990– ), sång (1990–1993)
- Owe Lingvall – trummor (1998– )
- Jonny Lindqvist – sång (2000– )
- Per Nilsson – gitarr (2017– )

Tidigare medlemmar
- Tommy Eriksson – trummor (1990–1992)
- Mikael Söderström – rytmgitarr (1992–1997)
- Ulf Andersson – trummor (1992–1998)
- Anders Zackrisson – sång (1993–2000)
- Chris Rörland – sologitarr (2010–2012)
- Nils Norberg – sologitarr (1997–2008)
- Matthias Bernhardsson – keyboard (1999–2003)

## Diskografi
Demo
- Demo 1 (1991)
- Rehearsal Tape 1992 (1992)
- Promo 1992 (1992)
- Promo 1993 (1993)
- Promo 92, Rehearsal 92, 93	 (1993)

Studioalbum
- In a Time of Blood and Fire (1995, Megarock Records)
- Tales of Mystery and Imagination (1997, Century Media)
- The Sacred Talisman (1999, Century Media)
- Afterlife (2000, Century Media)
- Shadowland (2002, Century Media)
- New World Messiah (2004, Century Media) (med låten "Avalon")
- Grand Illusion (2005, Century Media)
- The 8th Sin (2007, Century Media)
- Phoenix (2017, AFM Records)

Singlar
- "Fools Never Die" (2005)
- "Never Again" (2007)
- "Before We Waste Away" (2017)
- "A Heart as Black as Coal" (2017)
- "Repent My Sins" (2017)
- "What's Killing Me" (2017)

Samlingsalbum
- Lost In Time: The Early Years of Nocturnal Rites (2005, Century Media)